# Plutokracie
Plutokracie je taková forma vlády, u níž je veškerá moc nebo většina moci soustředěna v rukou bohaté vrstvy lidí, respektive vyšší třídy. Většinou se jedná o formu oligarchie.

## Etymologie
Termín plutokracie pochází z řeckých slov plútos (bohatý) a kratein (vládnout), tedy plutokracie znamená vládu bohatých.

## Historie
Plutokracie nebyla v dějinách nikdy zavedena otevřeně, přestože některé feudální či demokratické státy zaváděly opatření, která omezovala politickou moc chudých (resp. nižší třídy) nebo zvyšovala politickou moc bohatých (možnost si koupit politickou funkci, volební cenzus apod.). Fakticky byly plutokraciemi také starověké městské státy (Athény) a také obchodní městské státy ve středověké Itálii (Benátky, Janov, Florencie), i když některé samy sebe označovaly jako republiky, ale ve kterých chudí (nižší třída) neměli politická práva.
V propagandě fašistické Itálie, nacistické Třetí říše a v jejich satelitech byly západní demokracie označovány jako „židovské plutokracie“ a samotný termín plutokracie přímo odkazoval na Židy.
V současnosti se tento termín běžně používá pro označení systému založeného na neomezeném hromadění majetku v rukou oligarchů bez ohledu na veřejné zájmy jako zdraví obyvatel nebo životní prostředí.[zdroj⁠?!]

## Moderní příklady
Někteří kritici[kdo?] označili za plutokracii i stav ve finančním centru City v Londýně.